# Фортнер, Вольфганг
Вольфганг Фортнер (нем. Wolfgang Fortner; 12 октября 1907, Лейпциг — 5 сентября 1987, Хайдельберг) — немецкий композитор, дирижёр, музыкальный организатор, музыкальный педагог.

## Биография
Родился в семье певцов. Учился философии и музыке (орган, композиция) в Лейпциге. Познакомился с Шёнбергом, защищал диплом по камерной музыке Хиндемита. С 1931 года преподавал музыкальную теорию в Евангелическом институте церковной музыки в Гейдельберге. Его собственные сочинения этого периода критиковались как «большевистские». В 1935—1936 годах создал Гейдельбергский камерный оркестр, возглавил оркестр гитлерюгенда. В 1940 году записался в армию как солдат медицинской службы, в 1941 году вступил в НСДАП.
После войны как примкнувший к нацизму прошёл процедуру денацификации, но профессионально дисквалифицирован не был. С 1948 участвовал в Дармштадтских летних школах современной музыки. С 1954 до выхода на пенсию в 1973 преподавал музыкальную композицию во Фрайбургской Высшей школе музыки.

## Педагогическая деятельность
Один из крупнейших музыкальных педагогов послевоенной Германии. Среди учеников Фортнера — композиторы Ханс Вернер Хенце, Нам Джун Пайк, Бернд Алоис Циммерман, Вольфганг Рим, Ханс Цендер, дирижёр Артуро Тамайо и другие крупные музыканты.

## Признание
Лауреат многих национальных премий, член Берлинской и Баварской академии изящных искусств, почетный доктор Гейдельбергского и Фрайбургского университета.

## Избранные сочинения

### Оперы
- Bluthochzeit, по драме Лорки «Кровавая свадьба» (1957)
- Corinna, опера-буфф по комедии Нерваля (1958)
- In seinem Garten liebt Don Perlimplin Belisa, опера до пьесе Лорки «Дон Перлимплин» (1962)
- Elisabeth Tudor (1972)
- That time, сценическая кантата по Беккету (1977)

### Балеты
- 1950 — «Белая роза» /Die weiße Rose, по О. Уайльду
- 1953 — «Эфесская матрона» /Die Witwe von Ephesus, пантомима на тексты Петрония
- 1960 — «Движение», хореограф Т. Гзовская, Городской балет, Франкфурт
- 1971 — «Кармен» (аранжировка музыки Бизе), хореограф Дж. Кранко, Балет Штутгарта

### Другие произведения
- Струнный квартет № 1 (опубл. 1930)
- Концерт для органа и струнных (опубл.1932)
- Сонатина для фортепиано (1935)
- Концерт для струнного оркестра (1935)
- Sinfonia concertante (опубл. 1937)
- Струнный квартет № 2 (опубл. 1938)
- Концерт для фортепиано и оркестра (опубл. 1943)
- Соната для скрипки и фортепиано (1945)
- Концерт для скрипки и оркестра (1947)
- Соната для флейты и фортепиано (1947)
- Симфония 1947 (1947)
- Струнный квартет № 3 (1948)
- Концерт для виолончели и оркестра (1951)
- Isaaks Opferung, оратория для трех голосов и 40 инструментов на текст Ветхого Завета (1953)
- Die Schōpfung для голоса и оркестра (1954)
- Impromptus для большого оркестра (1957)
- Die Pfingstgeschichte nach Lukas, для тенора соло, хора, 11 инструментов и органа (1963)
- Triplum для трех фортепиано и оркестра (1965—1966)
- Aulodie для гобоя и оркестра (1966)
- Prismen для флейты, гобоя, арфы, перкуссии и оркестра (1967)
- Marginalien. Dem Andenken eines guten Hundes для оркестра (1969)
- Zyklus для виолончели и камерного оркестра без струнных (1970)
- Machaut-Balladen для голоса и оркестра (1974)
- Струнный квартет № 4 (1975)
- Triptychon для оркестра (1977)